# Jan Verhaas
Jan Verhaas (Maassluis, 5 de octubre de 1966) es un árbitro de snooker neerlandés. Supervisa partidos del World Snooker Tour.

## Biografía
Nació en la ciudad neerlandesa de Massluis en 1966. Es árbitro de snooker desde 1990. Ha sido el colegiado de, entre otros torneos, seis finales del Campeonato Mundial de Snooker (2003, 2006, 2008, 2011, 2013 y 2017), cuatro del Campeonato del Reino Unido (2005, 2006, 2008 y 2015) y ocho del Masters (1999, 2001, 2002, 2004, 2007, 2009, 2010 y 2019). Es miembro de la junta directiva de World Professional Billiards and Snooker Association desde 2016.